# Ирина Кантакузина
Вижте пояснителната страница за други личности с името Ирина Бранкович.
Ирина Кантакузина, срещана също и като Ирина Палеологина, по мъж Бранкович, е деспина на Смедеревското деспотство и втора съпруга на деспот Георги Бранкович.
Ирина Кантакузина е прапрабаба на влашкия княз Теодосий I, който издига Куртя де Арджеш като престолнина. Освен това е популярна сред моравското българско население и като Проклетата Ирина, заради ангарията по издигането на Смедеревската крепост и тази на Островица в планината Рудник, които били част от т.нар. моравска укрепителна система.

## Родословие
Произходът на Ирина се установява от един латински ръкопис „Dell'Imperadori Constantinopolitani“, съхраняван във Ватиканската библиотека.
Тя е дъщеря на Теодор Кантакузин и внучка на морейския деспот Димитър Асен I Кантакузин, потомък на императорската фамилия Кантакузини и на българската царска династия Асеневци. Предполага се, че освен на Кантакузините тя носи и името на Палеолозите, за да подчертае приемствеността на дядо си по майчина (Елена Орсина Палеологина) и бащина (Ирина Палеолог) линия.
По линия на дядо си Димитър Асен Кантакузин, съвладетел на баща си Матей Асен Кантакузин, Ирина е правнучка и праправнучка на ромейски императори, но и на българския владетелски род Асеневци. Майката на Матей Кантакузин е Ирина Асенина, внучка на българския цар Иван Асен III, на която също може да е кръстена Ирина. Следователно Ирина е пряка потомка на византийските василевси и на търновските царе от династията Асеневци.
Според по-късни родословия Ирина е дъщеря на Димитрий I Асен Кантакузин, а не негова внучка, но тези сведения пренебрегват ръкописа във Ватикана, който традиционно по византийски тертип отбелязва последно името на дядото, а не на бащата на детето, още повече, че според различни сведения Димитрий умира между 1384 и 1420, а Ирина е родена към 1400 г. В „Massarelli manuscript“ на Анджело Масарели (1510 – 1566) е посочено, че нейните родители са Теодор Кантакузин и Ефросина Палеологина. Според трети сведения Ирина има две по-големи сестри – Теодора Кантакузина, женена за императора на Трапезунд Алексий IV, и Мария Кантакузина, но вероятно в този случай става въпрос за грешка.

## Биография
На 26 декември 1414 г. Ирина е омъжена за деспот Георги Бранкович, за който това е втори брак. В народния епос Ирина е останала като Проклетата Ирина, заради наложената ангария на поданиците ѝ за издигането на силно укрепената Смедеревска крепост на Дунава. В действителност алтернатива по това време на усилващ се османски натиск, предвид последвалата инвазия към Централна Европа, не е имало.
Ирина има 5 или 6 деца от брака си с деспот Георги Бранкович:
- Тодор Бранкович (1415 – 1428)
- Гъргур Бранкович (1416/17 – 1459)
- Стефан Бранкович (1425 – 1476), деспот 1458 – 1459
- Лазар Бранкович (1421/27 – 1458), деспот 1456 – 1458
- Катерина Бранкович (1418/19 – 1492), омъжена на 20 април 1434 г. за граф Улрих II Целски (1406 – 1456)

За голямата дъщеря на деспота – Мария Бранкович, сръбските историци изказват предположение, че му е дъщеря от първия брак, но това не е сигурно.

## Смърт
Ирина умира в крепостта наречена на нейно име Иринин град в планината Рудник на 2/3 май 1457 г., като според някои народни предания е отровена от сина си Лазар, но това са недостоверни сведения предвид недолюбването ѝ от народа.
За смъртта ѝ интересни сведения дава историкът от XV в. Михаил Критовул. Той описва как след смъртта на съпруга ѝ Георги Бранкович деспот става синът им Лазар, а Ирина е негов регент, но Лазар бързо я лишава от всякаква власт и се отнася толкова лошо с майка си, че тя решава да избяга в двора на султан Мехмед II с доведената си дъщеря Мария и ослепения си син Гъргур. Лазар изпраща след тях войници и успява да върне майка си, въпреки че сестра му и брат му избягват. Скоро след това според Критовул Ирина се разболява и умира в планината Рудник, където е и погребана.